# Shilong (köping i Kina, Guangxi)
Shilong (kinesiska: 石龙镇, 石龙) är en köping i Kina. Den ligger i den autonoma regionen Guangxi, i den södra delen av landet, omkring 350 kilometer nordost om regionhuvudstaden Nanning.
Genomsnittlig årsnederbörd är 2 260 millimeter. Den regnigaste månaden är juni, med i genomsnitt 376 mm nederbörd, och den torraste är oktober, med 44 mm nederbörd.